# ریوایو اند ریستور
ریوایو اند ریستور (انگلیسی: Revive & Restore) به معنی «زنده کردن و بازیابی» یک سازمان غیرانتفاعی مستقر در کالیفرنیا است که با هدف افزایش تنوع زیستی روی نجات کدهای ژنتیکی حیوانات در خطر انقراض کار کرده و تلاش می‌کند زیست‌فناوری را به زیست‌شناسی حفاظت برساند.

## فعالیت‌ها
این گروه به‌طور مشترک توسط بنیاد لانگ نو فندیشن همراه با استوارت برند و رایان فیلن در سال ۲۰۱۲ تأسیس شد و ایده آن پیشرفت در علم انقراض‌زدایی کبوتر وحشی، مرغ باقرقره سیاه و ماموت پشمالو بود. پس از آن، کار این گروه برای بازگرداندن تنوع ژنتیکی از طریق شبیه‌سازی رده‌های سلولی تاریخی و انجمادشده گسترش یافته‌است. این کارها منجر به تولد «الیزابت آن (راسوی اهلی)» اولین گونه شبیه‌سازی شده در بحران انقراض ایالات متحده شد. این سلول‌ها از راسوی پاسیاه مرده به نام «ویلا» جمع‌آوری شده و به مدت ۳۲ سال منجمد شده بودند. ریوایو اند ریستور همچنین به بازسازی یک کلون (به نام «کورت») اسب شوالسکی («در خطر انقراض‌ترین اسب در جهان») از سلول‌های یخ زده ۴۰ سال قبل کمک کرد. شبیه‌سازی این اسب نتیجه همکاری بین اتحاد حیات وحش باغ‌وحش سن دیگو، وایاجن پتز و ریوایو اند ریستور بود. شبیه‌سازی با انتقال هسته سلول سوماتیک (SCNT) انجام شد، به این ترتیب یک رویان زنده با پیوند هسته سلول حاوی دی‌ان‌ای یک سلول سوماتیک به یک سلول تخم نابالغ (اووسیت) که هسته خود را حذف کرده‌است، منتقل و به‌طور ژنتیکی فرزندانی یکسان با اهداکننده سلول سوماتیک تولید می‌کند. از آنجایی که تخمک مورد استفاده از یک اسب اهلی بود، این کلون نمونه بین‌گونه‌ای SCNT بود.

## پروژه‌های دیگر
پروژه‌های تأمین‌شده اضافی به هفت گونه لاک‌پشت دریایی، قادوس، ابلونی، خرچنگ یونس، شبه‌نهنگ تک‌شاخ، خیار دریایی، مرجان، خشایار آبی، جگوار، یوکای نخلی، آفتابگردان دریایی، شش گونه نهنگ، طاووسک جزیره جنوبی، خرس‌گربه، کوئول، آزادماهی جویبار، خرس آفتاب و سمندر انگشت‌دراز اشاره می‌کنند.

## انتقاد
انقراض‌زدایی به عنوان کاری بسیار پرهزینه و مصرف‌کننده منابعی که می‌توان برای سایر اهداف حفاظتی مورد استفاده قرار گیرد و همچنین به عنوان عاملی برای حواس‌پرتی از گونه‌های در حال انقراض مورد انتقاد قرار گرفته‌است. این گفتگو ما را به چالش می‌کشد تا «پیامدهای ناخواسته» و «عواقب مورد نظر» را در نظر بگیریم. این دو نگرانی وجود دارد که شاه‌بلوط آمریکایی «مثلاً بدون مداخله زنده نمی‌ماند» و هم اینکه «استفاده از ژنتیک برای جلوگیری از این امر غیرقابل توجیه است». ریوایو اند ریستور همچنین در فیلم مستند سال ۲۰۲۱ We Are As Gods ذکر شده‌است.